# Jewgienij Warnaczow
Jewgienij Andriejewicz Warnaczow (ros. Евге́ний Андрее́вич Варначёв, ur. 31 grudnia 1932 w Swierdłowsku, zm. 16 stycznia 2018 w Moskwie) – radziecki polityk.

## Życiorys
1951-1956 studiował w Uralskim Instytucie Politechnicznym im. Kirowa i został inżynierem metalurgiem, 1956-1969 pracował w uralskim zakładzie maszynowym jako majster, starszy majster, kierownik zmiany i zastępca szefa odlewni. Od 1963 w KPZR, 1969-1973 I zastępca szefa zarządu planowo-produkcyjnego fabryki metalurgicznej, 1973-1975 zastępca dyrektora fabryki, 1975-1978 główny inżynier Zjednoczenia Produkcyjnego „Uralmasz”. Od 1978 do sierpnia 1985 dyrektor generalny Zjednoczenia Produkcyjnego „Uralmasz”, od sierpnia 1985 do czerwca 1989 minister inżynierii budowlanej, drogowej i komunalnej ZSRR, od czerwca 1989 do grudnia 1990 I zastępca przewodniczącego Komitetu Kontroli Ludowej ZSRR, 1986-1990 zastępca członka KC KPZR. Deputowany do Rady Najwyższej ZSRR 10 i 11 kadencji. Pochowany na Cmentarzu Trojekurowskim w Moskwie.

## Odznaczenia i nagrody
- Order Rewolucji Październikowej
- Order „Znak Honoru”
- Nagroda Państwowa ZSRR (1983)